# Красноярская крепость
Красноя́рская кре́пость — укреплённое поселение в Заволжье, на левом берегу реки Сок, недалеко от устья Кондурчи. Входило в Ново-Закамскую оборонительную линию. Остатки крепости находятся в центре села Красный Яр.

## История
Построена в 1732 году по приказу Сената от 19 февраля 1731 года.
В ходе Крестьянской войны 1773—1775 крепость в середине января 1774 года находилась в руках восставших. Вечером 22 января около Красноярской крепости был разбит отряд атамана Фёдора Дербетева, который потерял 120 убитыми, 40 пленными, 5 из 6 пушек.
Крепость и происходившие около неё события упоминаются в «Записках о Пугачевском бунте» П. И. Рычкова, опубликованные Пушкиным в «Истории Пугачёвского бунта».

## Значение
Изначально крепость была предназначена для защиты от набегов кочевников. Размещаться в ней должны были 4 конных роты Сергиевского драгунского полка и одна пешая рота Алексеевского полка. См. Закамская ландмилиция.
Затем она стала использоваться для защиты интересов крещёных калмыков, которым выделили земли вокруг Ставрополя (современный Тольятти).
Красноярская крепость являлась одним из самых мощных долговременных укреплений на  Ново-Закамской линии. Её фортификационные сооружения прикрывали весьма значительную территорию «на развитие», где имелось достаточно места для расположения кибиток.
Вблизи крепости расположились ландмилицкие полки, но поскольку они были недоукомплектованы, выстроенные для них дома по большей части пустовали.
Крепость и примыкавшее к ней поселение оказались резервным местом, своего рода «отстойником», где в разное время ждали своего часа и решения своей судьбы некрещеные калмыки или те, кто только что принял христианскую веру.
Также Красноярскую крепость называют одной из резиденций будущего калмыцкого хана Дондук-Даши. Но по факту пробыл он в крепости совсем недолго: после смерти калмыцкого хана Дондук-Омбо в 1741 году Дондук-Даши со свитой покидает крепость и отправляется в Астрахань.

## Современность
Сохранились остатки земляного вала, они признаны объектом культурного наследия.
Внутри бывшей крепости расположились футбольный стадион и другие спортивные сооружения, детская площадка.

## Галерея

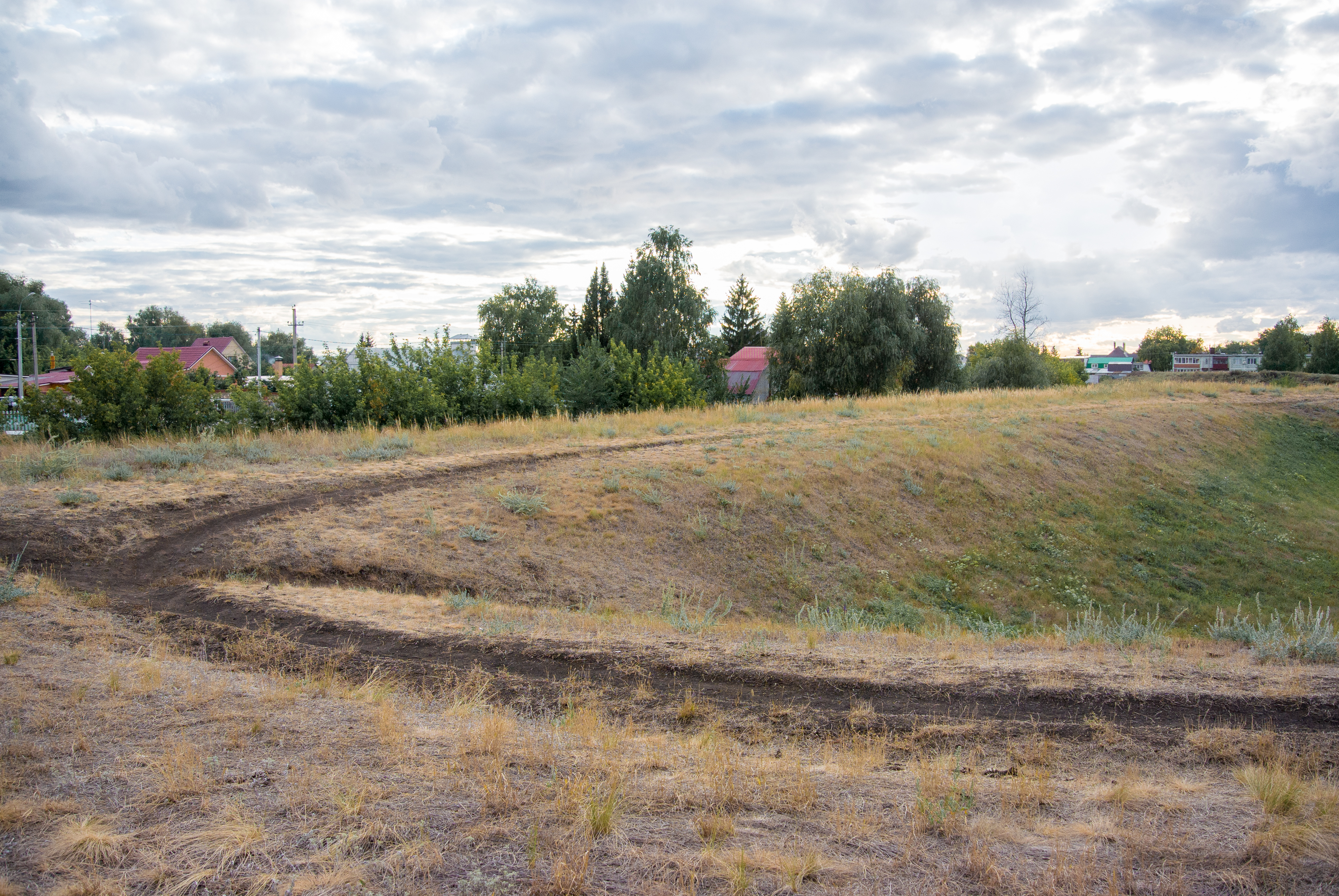
Стены укрепления
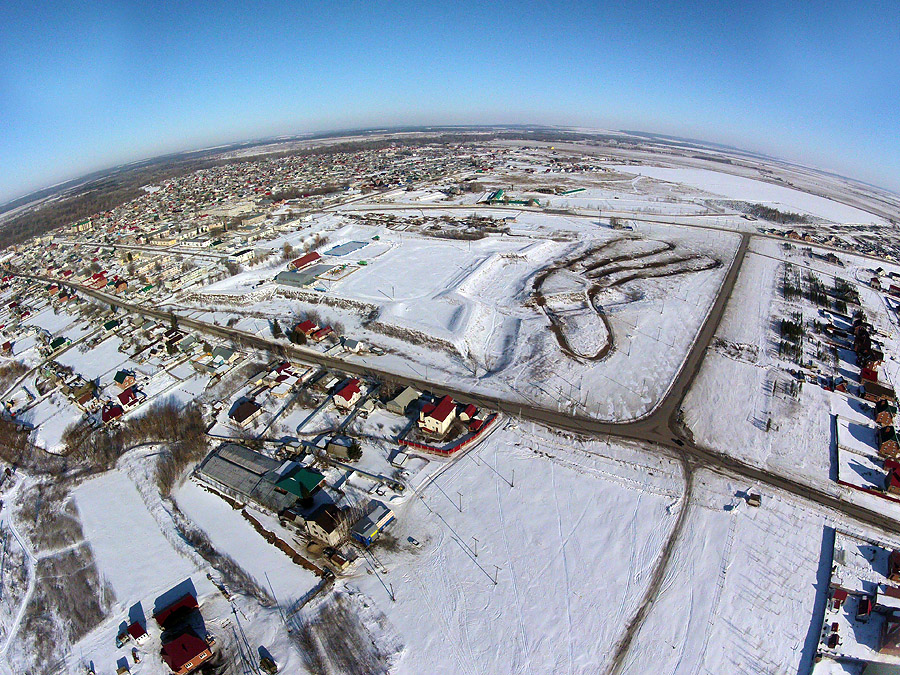
Вид с высоты